# خشکی (خرم‌آباد)
خشکی روستایی از توابع بخش پاپی شهرستان خرم‌آباد در استان لرستان ایران است.
از بزرگان و مالکان این روستا می توان از حاج شاه حسین رضائی (فولادوند) نام برد که در روستای  کمرگپ ساکن بوده و سپس به این روستا مهاجرت کرده اند.

## جمعیت
این روستا در دهستان سپیددشت قرار دارد و براساس سرشماری مرکز آمار ایران در سال ۱۳۸۵، جمعیت آن ۶۰ نفر (۱۰خانوار) بوده‌است.